# Holland Smith

Holland McTyeire Smith, né le 20 avril 1882, mort le 12 janvier 1967, était général du corps de Marines pendant la Seconde Guerre mondiale.

## Biographie

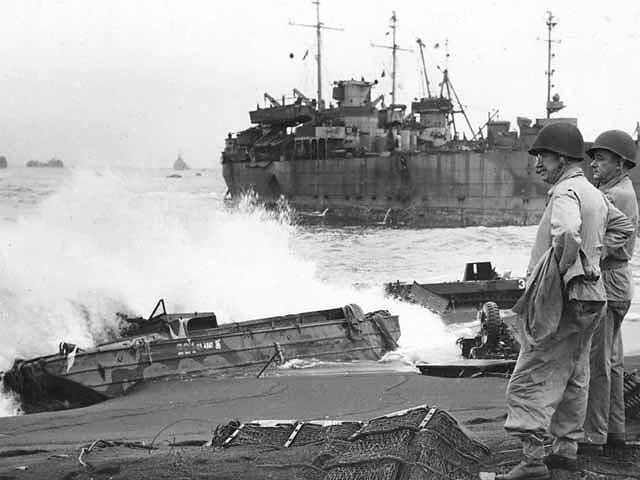
Holland Smith sur la plage d'Iwo Jima en mars 1945.

Il entre dans la Navy en 1905. Affecté aux Philippines avec la 1re brigade de Marines, il est ensuite en garnison aux États-Unis et Panama. Il fait un nouveau séjour en Asie avant de participer aux combats en République Dominicaine en 1916.
Il rejoint la France en 1917 à la tête de la 8e compagnie du 5e Marines. Son courage lui fait décerner la croix de guerre française ainsi que la première de ses cinq Purple Heart. Après l'occupation de l'Allemagne, il rentre aux États-Unis en 1919 où il multiplie les postes dans l'état-major, ne quittant jamais le corps des Marines. Il participe à l'expédition à Haïti et en 1939 il est commandant en second du corps. 
Il devient chef de la 1re brigade des Marines, qui devient en 1941 la 1re division de Marines, il fait subir un rude entrainement aux soldats aux opérations amphibies. Il prend la tête du 5e corps de Marines en septembre 1943 et mène au combat. C'est lui qui met au point la doctrine du corps à corps pour tout ce qui concerne les assauts maritimes. Son corps débarque Saipan lors de la bataille de Saipan. 
Il quitte l'armée en 1946 avec le grade de général.